# Municipio de Libres
El municipio de Libres es uno de los 217 municipios en el estado mexicano de Puebla, ubicado en la zona centro norte del estado. La Ciudad de Libres, cabecera de este municipio, se localiza a unos 65 kilómetros de distancia de la capital del estado.

## Geografía
Libres se localiza en la parte centro-norte del estado de Puebla y tiene una extensión territorial de 274.962 kilómetros cuadrados que representan el 0.80% del estado. Sus coordenadas geográficas extremas son 19°21′ - 19°33′ de latitud norte y 97°32′ - 97°48′ de longitud oeste y su altitud va de 2320 a 3400 metros sobre el nivel del mar.
Colinda al noroeste con el municipio de Ixtacamaxtitlán, al norte con el municipio de Ocotepec y al noreste con el municipio de Cuyoaco, al sureste con el municipio de Tepeyahualco y al sur con el municipio de Oriental. Al suroeste limita con el estado de Tlaxcala, en particular con el municipio de Atltzayanca y el municipio de El Carmen Tequexquitla.

### Orografía e hidrografía
La zona oriente del municipio se puede distinguir topográficamente de la zona poniente en que la primera es una llanura y la segunda es una región montañosa. La parte oriente es una planicie de origen lacustre, conocida como los Llanos de San Juan. La región occidental forma parte de la Sierra Norte. Además, de forma paralela al límite con Tlaxcala, al sur y suroeste del municipio, se alza una sierra que en algunos puntos llega hasta 3.200 metros sobre el nivel del mar. La llanura, en cambio, se encuentra a 2.360 m.
Aunque no existen corrientes de agua importantes, en el municipio se localizan algunos arroyos intermitentes, los cuales se originan en el interior de la sierra. Muchos de estos arroyos se unen a una barranca que corre de oeste a este a través de todo el municipio y que es conocida como La Cañada. Asimismo, en algunas zonas del poniente existen manantiales cuyas aguas han sido entubadas con el fin de abastecer a la población del municipio.

### Clima y ecosistemas
Estas características geográficas hacen posible en la actualidad distinguir dos tipos diferentes de agricultura. En la llanura se practica la agricultura de grandes extensiones, cuyos principales cultivos son la cebada, el maíz, el jitomate, la papa y alfalfa, mientras que en la parte montañosa se cultivan pequeños espacios, incluso en invierno, pues se aprovechan los pequeños arroyos para regar las tierras y se siembra haba, calabaza, avena, maíz, frijol y alfalfa.
Antiguamente las zonas de la sierra se encontraban cubiertas de bosque. El avance de la agricultura ha invadido estas zonas y ha mermado estos ecosistemas. Sin embargo, en muchos sitios aún se conserva la vegetación original, principalmente pino, encino y oyamel. En diversas zonas montañosas se encuentra vegetación propia del matorral xerófilo.                        Clima:                                                          Cuenta con un clima seco o semiseco, las temperaturas pueden ser muy frías en diciembre , la precipitación puede ser muy escasa con lluvias en verano. Flora:                                                          Maguey, oyamel, pino, encino, escobillo, jarilla, soyate, y tascate.              Fauna:                                                            Tlacuache, ardilla, conejo de campo, liebre, coyote, gato montes, zorrillo, ratón de campo, tuza, palomas, cacomixtle o siete rayas, armadillo, serpientes de cascabel y aves silvestres.

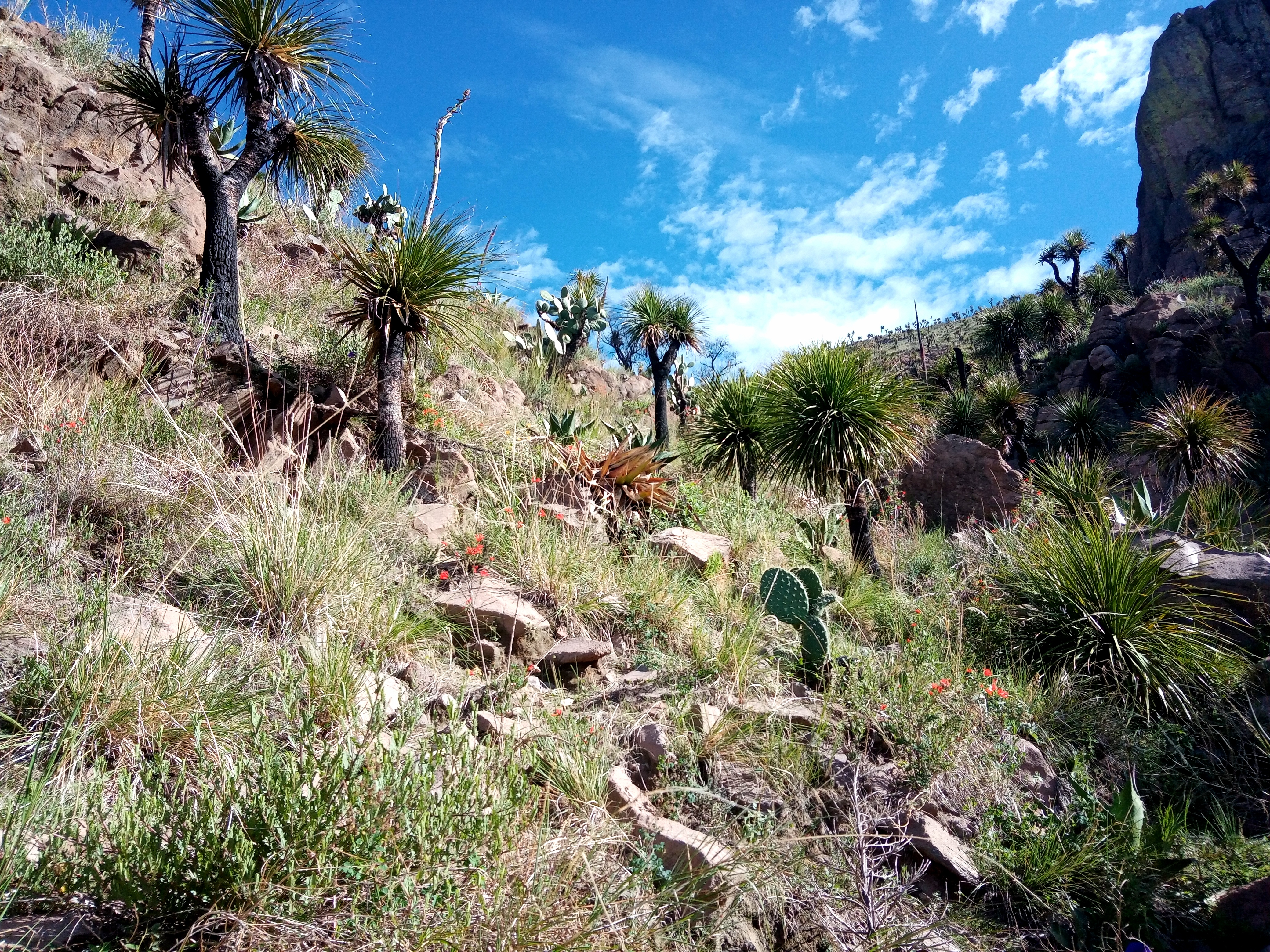
Matorrales típicos de las montañas cercanas

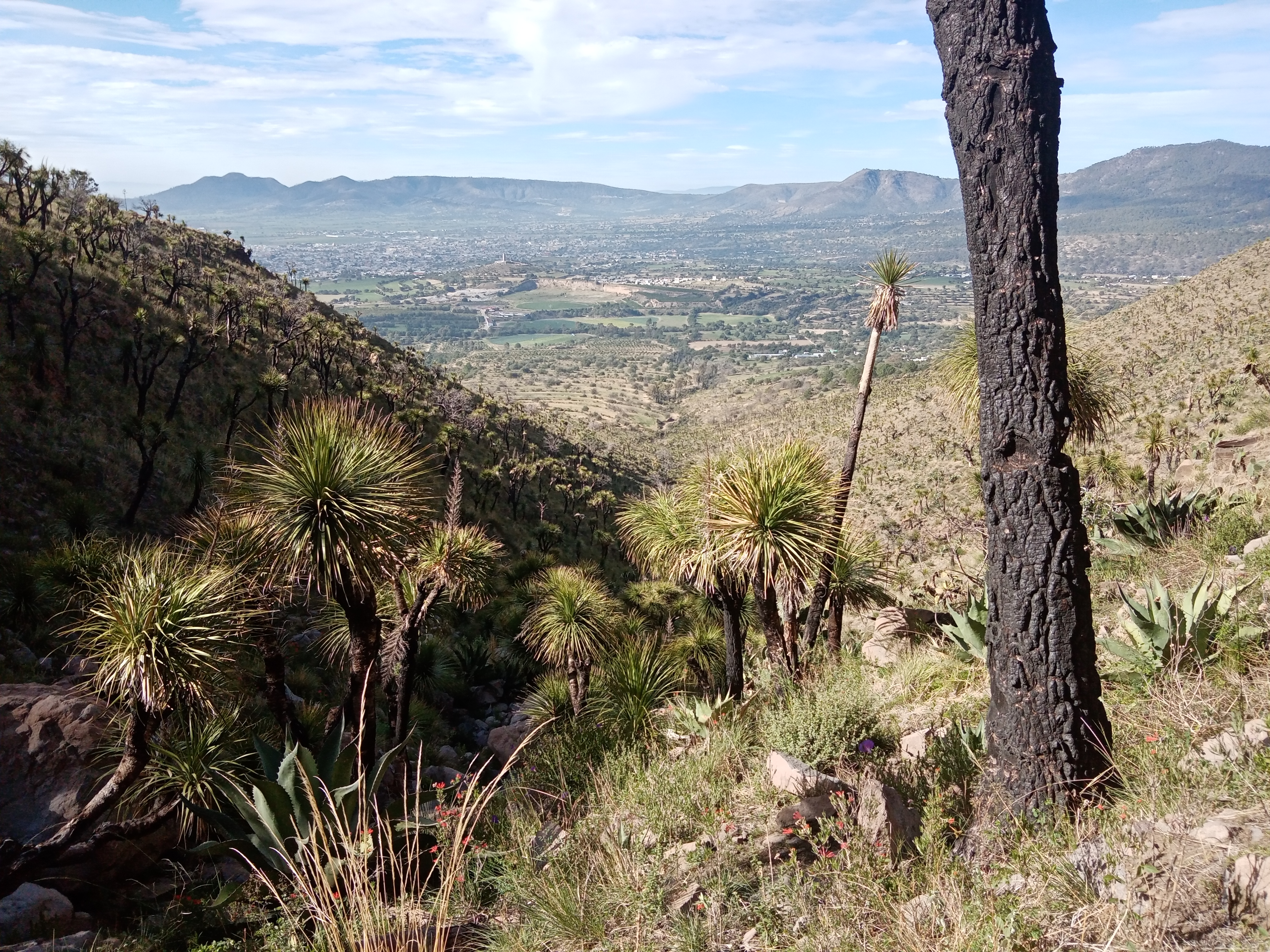
Vegetación xerófila

## Demografía
De acuerdo con el segundo Conteo de Población y Vivienda realizado por el Instituto Nacional de Estadística y Geografía en 2010, el municipio de Libres cuenta con una población de 31 532 habitantes, de los que 15 224 son hombres y 16 308 son mujeres. La densidad de población del municipio es de 11.68 habitantes por kilómetro cuadrado.
Un total de 448 personas hablan una lengua indígena, la mayoría el náhuatl. La religión practicada por la mayoría de los habitantes de Libres es el catolicismo —alrededor del 96%—, seguido del protestantismo, practicado por un 4% de la población.
La cabecera municipal cuenta con una población de 15 536 habitantes. El resto de la población se encuentra repartida en otras comunidades y zonas rurales. La más importante de las comunidades es la junta auxiliar de La Cañada, con 1 073 habitantes, y ubicada a unos seis kilómetros de la cabecera municipal. Otras comunidades importantes son Morelos, El Progreso, Nuevo México, San Carlos y Ayehualaco.

### Localidades
El municipio incluye en su territorio un total de 80 localidades. Las principales, considerando su población del censo de 2010 son:
| Localidad                 | Población |
| Total Municipio           | 31 532    |
| Ciudad de Libres          | 15 536    |
| San José Morelos          | 2 052     |
| San Carlos                | 1 861     |
| Nuevo México (El Sabinal) | 1 756     |
| Progreso                  | 1 313     |
| La Cañada                 | 1 073     |

## Política

### Representación legislativa
Para la elección de diputados locales al Congreso de Puebla y de diputados federales a la Cámara de Diputados federal, el municipio de Libres se encuentra integrado en los siguientes distritos electorales:
Local:
- Distrito electoral local de 3 de Puebla con cabecera en Zacatlán.[4]

Federal:
- Distrito electoral federal 8 de Puebla con cabecera en Ciudad Serdán.[5]